# ダイナコスモス
ダイナコスモス（Dyna Cosmos、1983年3月25日 - 2006年1月30日）は、日本の競走馬、種牡馬。主な勝ち鞍に1986年の皐月賞、ラジオたんぱ賞。

## 戦績
1985年9月、福島競馬場でデビュー。初戦は3着だったが、折り返しの新馬戦、400万下条件と連勝した。朝日杯3歳ステークスでは追い込んで ダイシンフブキの2着に食い込み、5戦2勝で3歳シーズンを終える。
明けて4歳となっての初戦は京成杯。単勝1番人気に推されるもダイナフェアリーの3着に敗れる。続く弥生賞では岡部幸雄に乗り替わりダイシンフブキに僅差の2着となったが、勝負付けが済んだと判断されたのか、本番の皐月賞では5番人気に過ぎなかった。しかしレースでは、中団を進み直線で早めに先頭に立ち、追い込むフレッシュボイスをクビ差退けて優勝した。
東京優駿（日本ダービー）では距離の壁が厚く5着に入るのが精一杯だったが、続くラジオたんぱ賞では58kgの負担重量を背負いながらニッポーテイオーを1馬身半抑える競馬で勝利し、実況していた長岡一也（当時・ラジオたんぱアナウンサー）は「皐月賞（馬）の貫禄!」とゴール後に言い放った。秋はマイルチャンピオンシップを最大の目標として調整が進められたが、脚部不安を発症。父であるハンターコムがフランスに再輸出されていたことも影響して、早々に引退、種牡馬入りすることが決まった。

## 競走成績
以下の内容は、netkeiba.com及び、それに付属する各競走詳細ページの情報に基づく。
| 競走日     | 競馬場 | 競走名         | 格      | 距離（馬場）  | 頭数 | 枠番 | 馬番 | オッズ （人気） | 着順 | タイム | 着差 | 騎手     | 斤量[kg] | 1着馬（2着馬）       |
| ---------- | ------ | -------------- | ------- | ------------- | ---- | ---- | ---- | --------------- | ---- | ------ | ---- | -------- | -------- | -------------------- |
| 1985.09.09 | 福島   | 3歳新馬        |         | 芝1000m（不） | 6    | 5    | 5    | 03.4（1人）     | 03着 | 1:00.8 | -0.2 | 蓑田早人 | 53       | キザキノスター       |
| 0000.10.13 | 福島   | 3歳新馬        |         | 芝1000m（稍） | 6    | 2    | 2    | 02.3（1人）     | 01着 | 0:59.9 | -1.2 | 坂井千明 | 53       | （トランザムシロー） |
| 0000.11.02 | 東京   | 3歳400万下     |         | 芝1600m（稍） | 11   | 3    | 3    | 09.9（4人）     | 01着 | 1:38.3 | -0.8 | 根本康広 | 54       | （ヤングノーブル）   |
| 0000.11.23 | 東京   | 白菊賞         | 400万下 | 芝1600m（良） | 13   | 7    | 10   | 08.3（4人）     | 02着 | 1:36.0 | -0.5 | 根本康広 | 55       | エドノハヤテ         |
| 0000.12.15 | 中山   | 朝日杯3歳S     | GI      | 芝1600m（良） | 12   | 3    | 3    | 13.6（5人）     | 02着 | 1:35.6 | -0.2 | 根本康広 | 54       | ダイシンフブキ       |
| 1986.01.12 | 中山   | 京成杯         | GIII    | 芝1600m（良） | 11   | 8    | 10   | 02.9（1人）     | 03着 | 1:35.9 | -0.8 | 根本康広 | 55       | ダイナフェアリー     |
| 0000.03.02 | 中山   | 弥生賞         | GIII    | 芝2000m（良） | 11   | 8    | 11   | 11.0（5人）     | 02着 | 2:02.4 | -0.0 | 岡部幸雄 | 55       | ダイシンフブキ       |
| 0000.04.13 | 中山   | 皐月賞         | GI      | 芝2000m（良） | 21   | 8    | 19   | 13.8（5人）     | 01着 | 2:02.1 | -0.1 | 岡部幸雄 | 57       | （フレッシュボイス） |
| 0000.05.25 | 東京   | 東京優駿       | GI      | 芝2400m（良） | 23   | 5    | 14   | 05.7（2人）     | 05着 | 2:29.4 | -0.5 | 岡部幸雄 | 57       | ダイナガリバー       |
| 0000.06.22 | 福島   | ラジオたんぱ賞 | GIII    | 芝1800m（良） | 13   | 6    | 9    | 02.8（1人）     | 01着 | 1:47.8 | -0.2 | 岡部幸雄 | 58       | （ニッポーテイオー） |

## 引退後
引退後はアロースタッドで種牡馬入りした。地味な血統背景にもかかわらず、初年度から50頭前後の種付け頭数を集めるなど馬産地での人気はなかなか高いものだった。2年目の産駒からトロットサンダーを送り出すなど、種牡馬としてもそれなりの成功を収めている。
2003年には種牡馬から引退。門別牧場で余生を送っていたが、2006年に老衰のため死亡した。

### 代表産駒
- トロットサンダー（安田記念、マイルチャンピオンシップ、東京新聞杯）
- ワンモアラブウエイ（小倉大賞典、カブトヤマ記念）
- ホウエイコスモス（東海菊花賞）

## 血統表
| ダイナコスモスの血統ダンテ系/Nearco 5×5 = 6.25%、Lady Angela 4×5〈母系〉 = 9.38% | ダイナコスモスの血統ダンテ系/Nearco 5×5 = 6.25%、Lady Angela 4×5〈母系〉 = 9.38% | ダイナコスモスの血統ダンテ系/Nearco 5×5 = 6.25%、Lady Angela 4×5〈母系〉 = 9.38% | （血統表の出典）        | （血統表の出典）      |
| 父 *ハンターコム Huntercombe 1967 黒鹿毛                                         | 父の父Derring-Do 1961 鹿毛                                                       | Darius                                                                           | Dante                   | Dante                 |
| 父 *ハンターコム Huntercombe 1967 黒鹿毛                                         | 父の父Derring-Do 1961 鹿毛                                                       | Darius                                                                           | Yasna                   |                       |
| 父 *ハンターコム Huntercombe 1967 黒鹿毛                                         | 父の父Derring-Do 1961 鹿毛                                                       | Sipsey Bridge                                                                    | Abernant                | Abernant              |
| 父 *ハンターコム Huntercombe 1967 黒鹿毛                                         | 父の父Derring-Do 1961 鹿毛                                                       | Sipsey Bridge                                                                    | Claudette               |                       |
| 父 *ハンターコム Huntercombe 1967 黒鹿毛                                         | 父の母Ergina 1957 黒鹿毛                                                         | Fair Trial                                                                       | Fairway                 | Fairway               |
| 父 *ハンターコム Huntercombe 1967 黒鹿毛                                         | 父の母Ergina 1957 黒鹿毛                                                         | Fair Trial                                                                       | Lady Juror              |                       |
| 父 *ハンターコム Huntercombe 1967 黒鹿毛                                         | 父の母Ergina 1957 黒鹿毛                                                         | Ballechin                                                                        | Straight Deal           | Straight Deal         |
| 父 *ハンターコム Huntercombe 1967 黒鹿毛                                         | 父の母Ergina 1957 黒鹿毛                                                         | Ballechin                                                                        | Gilded                  |                       |
| 母 シャダイワーデン 1977 栗毛                                                    | 母の父*ノーザンテースト Northern Taste 1971 栗毛                                 | Northern Dancer                                                                  | Nearctic                | Nearctic              |
| 母 シャダイワーデン 1977 栗毛                                                    | 母の父*ノーザンテースト Northern Taste 1971 栗毛                                 | Northern Dancer                                                                  | Natalma                 |                       |
| 母 シャダイワーデン 1977 栗毛                                                    | 母の父*ノーザンテースト Northern Taste 1971 栗毛                                 | Lady Victoria                                                                    | Victoria Park           | Victoria Park         |
| 母 シャダイワーデン 1977 栗毛                                                    | 母の父*ノーザンテースト Northern Taste 1971 栗毛                                 | Lady Victoria                                                                    | Lady Angela             |                       |
| 母 シャダイワーデン 1977 栗毛                                                    | 母の母シャダイプリマ 1970 鹿毛                                                   | *マリーノ                                                                        | Worden                  | Worden                |
| 母 シャダイワーデン 1977 栗毛                                                    | 母の母シャダイプリマ 1970 鹿毛                                                   | *マリーノ                                                                        | Buena Vista             |                       |
| 母 シャダイワーデン 1977 栗毛                                                    | 母の母シャダイプリマ 1970 鹿毛                                                   | ナイトアンドデイ                                                                 | *ラティフィケイション   | *ラティフィケイション |
| 母 シャダイワーデン 1977 栗毛                                                    | 母の母シャダイプリマ 1970 鹿毛                                                   | ナイトアンドデイ                                                                 | *ナイトライト F-No.22-d |                       |

### 近親
- 6代母Infra Redは1939年のプリンセスエリザベスステークス勝ち馬。
- おもに祖母シャダイプリマから近親が広がっている。
  - 母の全妹メルドスポートの産駒にカッティングエッジ（重賞2勝） - クイーンカップ、テレビ東京賞3歳牝馬ステークス
    - カッティングエッジの半弟には種牡馬であるディヴァインライト、孫にはシンガポール航空インターナショナルカップを制したシャドウゲイトがいる。